# Троллейбусный транспорт в СССР
Троллейбусный транспорт в СССР — один из видов общественного транспорта в СССР.

## История

Двухэтажный троллейбус ЯТБ-3 в Москве, 1939

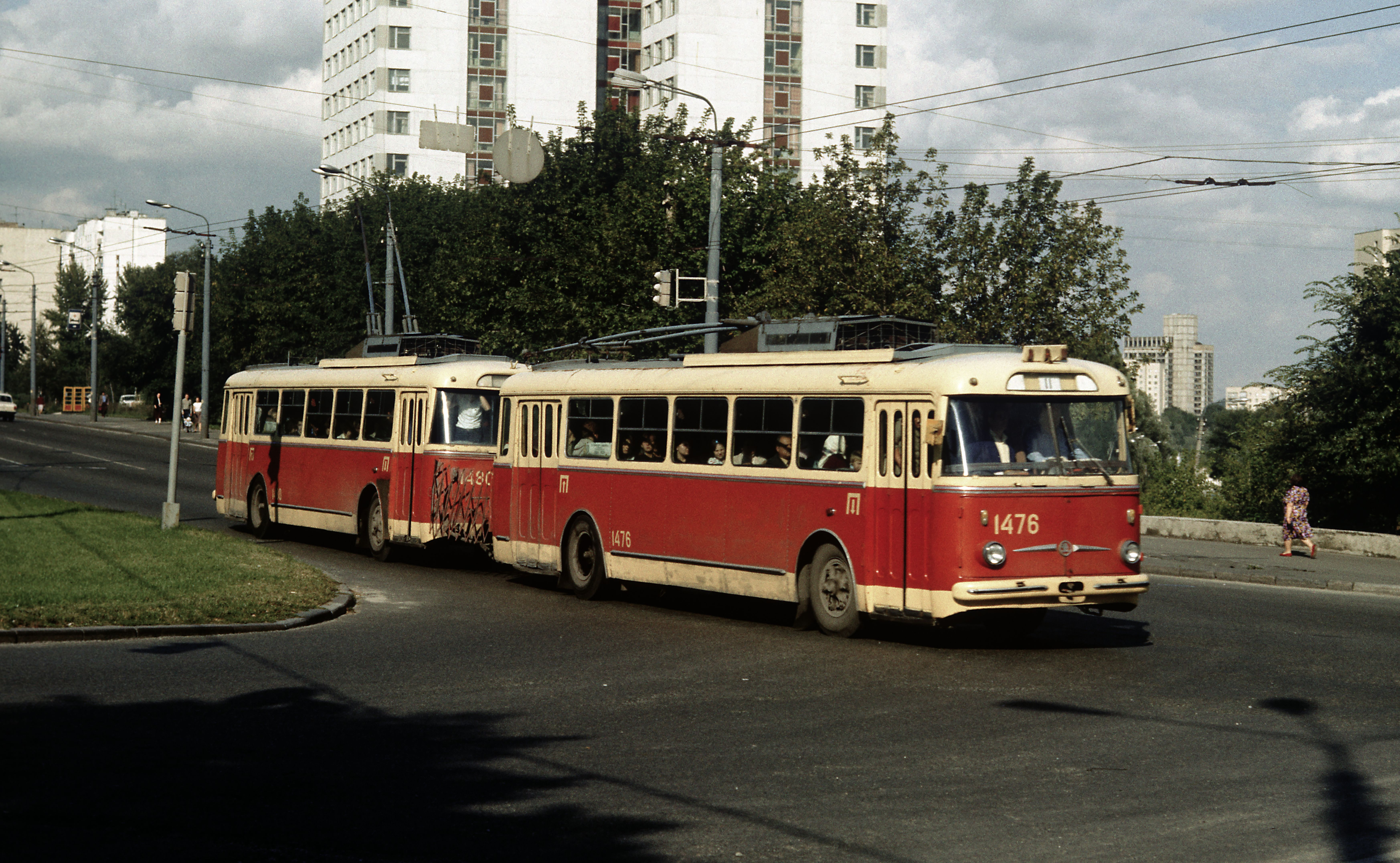
Поезд из двух троллейбусов Škoda 9Tr соединённых по системе В. Ф. Веклича в Киеве, 1986

Развитию троллейбусного транспорта способствовало введение асфальтобетонных и других усовершенствованных покрытий проезжей части улиц (увеличивших плавность хода троллейбуса и снизившей вероятность риск срыва токоприёмника с проводов контактной сети).
В СССР первые троллейбусы модели ЛК-1 были построены в 1933 году на московских заводах «Динамо» и ЗИС, 10 октября 1933 года начали устанавливать мачты контактной сети по Ленинградскому шоссе. В Головановском переулке (в районе нынешней станции метро "Сокол") в октябре 1933 года был выстроен гараж для обслуживания 4 машин. 15 ноября 1933 был пущен первый троллейбус (от Тверской заставы до села Всехсвятское). В июне 1934 г. на 10-м километре Ленинградского шоссе началось строительство нового гаража-профилактория на 54 машино-места и стоянкой на 84 мест. В 1934 году в Москве начали работу первая троллейбусная линия и первый троллейбусный парк. 
В 1938 году в Москве началась эксплуатация двухэтажных троллейбусов ЯТБ-3, однако первая же зима выявила их недостатки: снег и наледь снижали управляемость такой тяжёлой машины и вызывали её опасное раскачивание. Кроме того, высота троллейбуса была ограничена высотой существующей контактной сети, рассчитанной на обычные троллейбусы, и низкие потолки создавали неудобства пассажирам. В конце 1939 года выпуск ЯТБ-3 был прекращён, и дальнейших попыток создания двухэтажных троллейбусов не предпринималось, хотя имевшиеся экземпляры продолжали эксплуатироваться вплоть до 1948 года.
В ходе боевых действий Великой Отечественной войны и немецкой оккупации транспорту был нанесён значительный ущерб, но в дальнейшем началось его восстановление и развитие.
После войны троллейбусы рассматривали как вид городского общественного транспорта, более экономичного, чем автобус и сочетавшего преимущества трамвая и автобуса (в отличие от трамвая, троллейбус не требовал строительства рельсовых путей, а стоимость эксплуатации и уровень шума у троллейбусов был ниже, чем у автобусов).
В 1954 году началось проектирование троллейбусной системы в Мурманске (которая была введена в эксплуатацию 11 февраля 1962 года и до настоящего время является самой северной системой в мире).
Все троллейбусные парки, обеспечивавшие эксплуатацию троллейбусов, находились на хозрасчёте.
В конце 1950х — начале 1960х годов появились троллейбусные поезда с прицепом и многоосные сочленённые троллейбусы вместимостью от 160 до 240 человек, но от троллейбусов с прицепом вскоре отказались в пользу сочленённых.
В середине 1970х годов большинство троллейбусного парка СССР составляли двухосные троллейбусы вместимостью 50-70 пассажиров с 2- или 3-дверной компоновкой кузова, однако на линиях с большими пассажиропотоками, пролегающих по основным городским магистралям, применяли многоосные сочленённые троллейбусы длиной 10-12 метров.
Помимо городских троллейбусных систем началось создание междугородных троллейбусных систем (в качестве примера можно привести междугородный маршрут Симферополь — Алушта (52 км) — Ялта (86 км) в Крыму, которая стала самой протяжённой троллейбусной системой в мире).
В соответствии с программой производственной кооперации стран СЭВ имела место специализация предприятий социалистических стран на производстве определённых видов транспорта, экспорт и импорт автомобильной техники (в результате, в СССР помимо советских троллейбусов эксплуатировались троллейбусы «Skoda» чехословацкого производства; позднее, в 1979 году на базе сочлененного венгерского автобуса "Икарус-280" начался выпуск городского троллейбуса с электродвигателем советского производства).
Для уменьшения загрязнения окружающей среды жидкими отходами на осуществлявших ремонт электротранспорта заводах начали устанавливать многоступенчатую систему очистки сточных вод замкнутого цикла. В 1980 году такие системы начали устанавливать на предприятиях, осуществлявших ремонт троллейбусов и трамваев в Киеве, Уфе и Куйбышеве.
В начале 1984 года на Ленинградском заводе по ремонту городского электротранспорта был построен экспериментальный 25-метровый пятидверный троллейбусный поезд из двух машин на жёсткой сцепке, способный перевозить до 250 пассажиров.
Во второй половине 1980х годов в СССР действовали несколько заводов по производству троллейбусов, которые выпускали пассажирские троллейбусы с мощностью двигателя до 170 кВт и скоростью до 70 км/ч, а также грузовые троллейбусы («троллейвозы») грузоподъёмностью 5, 10 и 25 тонн с мощностью двигателя до 120 кВт и скоростью до 60 км/ч.